# Ralf Ek
Ralf Ek (* 1967) ist ein deutscher und schwedischer Rechtswissenschaftler. Er ist als Rechtsanwalt und Advokat sowohl in Deutschland als auch in Schweden zugelassen.

## Werdegang
Ek studierte Rechtswissenschaft in Freiburg, Heidelberg, Stockholm und Guildford (England). Als Rechtsanwalt praktizierte er in Hamburg, Berlin und nunmehr in Frankfurt am Main. Er ist für die Rechtsanwaltskanzlei Baker Tilly tätig.
Ek veröffentlicht regelmäßig, vor allem im Aktienrecht und Gesellschaftsrecht. Er tritt regelmäßig als Referent bei wirtschaftsrechtlichen Seminarveranstaltungen auf.

## Werke
- Die Haftung des GmbH-Geschäftsführers, Verlag C.H. Beck, 2. Aufl. 2020, ISBN 978-3-406-74276-7
- Haftungsrisiken für Vorstand und Aufsichtsrat, Verlag C.H. Beck, 3. Aufl. 2019, ISBN 978-3-406-72903-4
- Praxisleitfaden für die Hauptversammlung, Verlag C.H. Beck, 3. Aufl. 2018, ISBN 978-3-406-64796-3
- Unternehmenskauf und -verkauf, Verlag C.H. Beck, 2007, ISBN 3-423-50646-6
- Aktiengesellschaften: Gründung, Leitung, Börsengang, Verlag C.H. Beck, 2. Aufl. 2006, ISBN 3-423-05684-3
- Tysk affärsjuridik : en översikt, Stockholm: Norstedts Juridik, 1. Aufl. 2000, ISBN 91-39-00594-1
- Hooligans : Fakten – Hintergründe – Analysen, Worms: Cicero-Verl. 1996, ISBN 3-00-001135-8